# Cornelis van der Linden
Cornelis van der Linden, född 24 augusti 1839 i Dordrecht, död 29 maj 1918 i Amsterdam, var en nederländsk tonsättare.
Efter att ha varit kördirigent i Dordrecht blev van der Linden 1875 ledare för nederländska tonkonstnärsföreningens stora konserter. Han var en av sitt lands mest ansedda musiker och komponerade bland annat två operor, två kantater, körsånger, visor, sju ouvertyrer, pianosonater och åtskillig militärmusik.